# مصر في الألعاب البارالمبية
مصر تشارك في الألعاب البارالمبية منذ عام 1972، وقد شاركت في كل نسخة من الألعاب الصيفية منذ ذلك الحين.

## التاريخ
كانت مصر مشاركة بشكل مبكر جدًا في الحركة البارالمبية. شارك المصريون في ألعاب ستوك مانديفيل منذ عام 1954. تاريخيًا، استثمرت اللجنة البارالمبية المصرية في عدد قليل من الرياضات. تشمل هذه الرياضات في الجانب الجماعي كرة السلة على الكراسي المتحركة، كرة القدم للصم، كرة الهدف والكرة الطائرة جلوسًا. أما في الجانب الفردي، فقد دعمت تاريخيًا رياضات رفع الأثقال، السباحة، ألعاب القوى وتنس الطاولة. الرماية، وركوب الدراجات، والرماية الترفيهية، ولعبة البولينغ على العشب يتم دعمها على المستوى الوطني فقط، وليس على المستوى الدولي.

## ميداليات
| ألعاب                                 | رياضيون                                 | ذهبية       | فضية        | برونزية     | المجموع     | جدول ميداليات الألعاب البارالمبية                |
| ------------------------------------- | --------------------------------------- | ----------- | ----------- | ----------- | ----------- | ------------------------------------------------ |
| الألعاب البارالمبية الصيفية 1960      | لم يشارك                                | لم يشارك    | لم يشارك    | لم يشارك    | لم يشارك    | لم يشارك                                         |
| الألعاب البارالمبية الصيفية 1964      | لم يشارك                                | لم يشارك    | لم يشارك    | لم يشارك    | لم يشارك    | لم يشارك                                         |
| الألعاب البارالمبية الصيفية 1968      | لم يشارك                                | لم يشارك    | لم يشارك    | لم يشارك    | لم يشارك    | لم يشارك                                         |
| الألعاب البارالمبية الصيفية 1976      | مصر في الألعاب البارالمبية الصيفية 1972 | 0           | 0           | 0           | 0           | -                                                |
| الألعاب البارالمبية الصيفية 1976      | مصر في الألعاب البارالمبية الصيفية 1976 | 5           | 2           | 1           | 8           | 20                                               |
| الألعاب البارالمبية الصيفية 1980      | مصر في الألعاب البارالمبية الصيفية 1980 | 4           | 7           | 3           | 14          | 22                                               |
| الألعاب البارالمبية الصيفية 1984      | مصر في الألعاب البارالمبية الصيفية 1984 | 1           | 1           | 5           | 7           | 33                                               |
| الألعاب البارالمبية الصيفية 1988      | مصر في الألعاب البارالمبية الصيفية 1988 | 1           | 3           | 3           | 7           | 34                                               |
| الألعاب البارالمبية الصيفية 1992      | مصر في الألعاب البارالمبية الصيفية 1992 | 7           | 6           | 7           | 20          | 19                                               |
| الألعاب البارالمبية الصيفية 1996      | مصر في الألعاب البارالمبية الصيفية 1996 | 8           | 11          | 11          | 30          | 21                                               |
| الألعاب البارالمبية الصيفية 2000      | مصر في الألعاب البارالمبية الصيفية 2000 | 6           | 12          | 10          | 28          | قائمة ميداليات الألعاب البارالمبية الصيفية 2000  |
| الألعاب البارالمبية الصيفية 2004      | مصر في الألعاب البارالمبية الصيفية 2004 | 6           | 9           | 8           | 23          | قائمة ميداليات الألعاب البارالمبية الصيفية 2004  |
| دورة الألعاب البارالمبية الصيفية 2008 | مصر في الألعاب البارالمبية الصيفية 2008 | 4           | 4           | 4           | 12          | 29                                               |
| الألعاب البارالمبية الصيفية 2012      | مصر في الألعاب البارالمبية الصيفية 2012 | 4           | 4           | 7           | 15          | جدول الميداليات للألعاب البارالمبية الصيفية 2012 |
| الألعاب البارالمبية الصيفية 2016      | مصر في الألعاب البارالمبية الصيفية 2016 | 3           | 5           | 4           | 12          | قائمة ميداليات الألعاب البارالمبية الصيفية 2016  |
| الألعاب البارالمبية الصيفية 2020      | مصر في الألعاب البارالمبية الصيفية 2020 | 0           | 5           | 2           | 7           | جدول ميداليات الألعاب البارالمبية الصيفية 2020   |
| الألعاب البارالمبية الصيفية 2024      | حدث مستقبلي                             | حدث مستقبلي | حدث مستقبلي | حدث مستقبلي | حدث مستقبلي | حدث مستقبلي                                      |
| الألعاب البارالمبية الصيفية 2028      | حدث مستقبلي                             | حدث مستقبلي | حدث مستقبلي | حدث مستقبلي | حدث مستقبلي | حدث مستقبلي                                      |
| الألعاب البارالمبية الصيفية 2032      | حدث مستقبلي                             | حدث مستقبلي | حدث مستقبلي | حدث مستقبلي | حدث مستقبلي | حدث مستقبلي                                      |
| المجموع                               | المجموع                                 | 49          | 69          | 65          | 183         | جدول ميداليات الألعاب البارالمبية                |

| ألعاب                            | رياضيون     | ذهبية       | فضية        | برونزية     | المجموع     | جدول ميداليات الألعاب البارالمبية |
| -------------------------------- | ----------- | ----------- | ----------- | ----------- | ----------- | --------------------------------- |
| الألعاب البارالمبية الشتوية 1976 | لم يشارك    | لم يشارك    | لم يشارك    | لم يشارك    | لم يشارك    | لم يشارك                          |
| الألعاب البارالمبية الشتوية 1980 | لم يشارك    | لم يشارك    | لم يشارك    | لم يشارك    | لم يشارك    | لم يشارك                          |
| الألعاب البارالمبية الشتوية 1984 | لم يشارك    | لم يشارك    | لم يشارك    | لم يشارك    | لم يشارك    | لم يشارك                          |
| الألعاب البارالمبية الشتوية 1988 | لم يشارك    | لم يشارك    | لم يشارك    | لم يشارك    | لم يشارك    | لم يشارك                          |
| الألعاب البارالمبية الشتوية 1992 | لم يشارك    | لم يشارك    | لم يشارك    | لم يشارك    | لم يشارك    | لم يشارك                          |
| الألعاب البارالمبية الشتوية 1994 | لم يشارك    | لم يشارك    | لم يشارك    | لم يشارك    | لم يشارك    | لم يشارك                          |
| الألعاب البارالمبية الشتوية 1998 | لم يشارك    | لم يشارك    | لم يشارك    | لم يشارك    | لم يشارك    | لم يشارك                          |
| الألعاب البارالمبية الشتوية 2002 | لم يشارك    | لم يشارك    | لم يشارك    | لم يشارك    | لم يشارك    | لم يشارك                          |
| الألعاب البارالمبية الشتوية 2006 | لم يشارك    | لم يشارك    | لم يشارك    | لم يشارك    | لم يشارك    | لم يشارك                          |
| الألعاب البارالمبية الشتوية 2010 | لم يشارك    | لم يشارك    | لم يشارك    | لم يشارك    | لم يشارك    | لم يشارك                          |
| الألعاب البارالمبية الشتوية 2014 | لم يشارك    | لم يشارك    | لم يشارك    | لم يشارك    | لم يشارك    | لم يشارك                          |
| الألعاب البارالمبية الشتوية 2018 | لم يشارك    | لم يشارك    | لم يشارك    | لم يشارك    | لم يشارك    | لم يشارك                          |
| الألعاب البارالمبية الشتوية 2022 | حدث مستقبلي | حدث مستقبلي | حدث مستقبلي | حدث مستقبلي | حدث مستقبلي | حدث مستقبلي                       |
| المجموع                          | المجموع     | 0           | 0           | 0           | 0           | جدول ميداليات الألعاب البارالمبية |

| ألعاب         | ذهبية | فضية | برونزية | المجموع |
| ------------- | ----- | ---- | ------- | ------- |
| ألعاب القوى   | 26    | 28   | 33      | 87      |
| رفع الأثقال   | 22    | 28   | 19      | 69      |
| سباحة         | 1     | 3    | 6       | 10      |
| كرة الهدف     | 0     | 1    | 2       | 3       |
| كرة الطاولة   | 0     | 1    | 2       | 3       |
| الكرة الطائرة | 0     | 0    | 2       | 2       |
| بولنغ المخضرة | 0     | 1    | 0       | 1       |
| رفع الأثقال   | 0     | 2    | 0       | 2       |
| المجموع       | 49    | 64   | 64      | 177     |

| ألعاب   | ذهبية | فضية | برونزية | المجموع |
| المجموع | 0     | 0    | 0       | 0       |
| ------- | ----- | ---- | ------- | ------- |